# Martelange
Martelange (en való Måtlindje, en luxemburguès Maartel) és un municipi belga de la província de Luxemburg a la regió valona. Comprèn les viles de Grumelange i Radelange, així com els nuclis de La Folie, Neuperlé i La Roche Percée. Forma part de l'Arelerland. L'1 de gener del 2024 tenia 2.060 habitants.